# Артивізм

Антивоєнний графіті художника Бенксі.

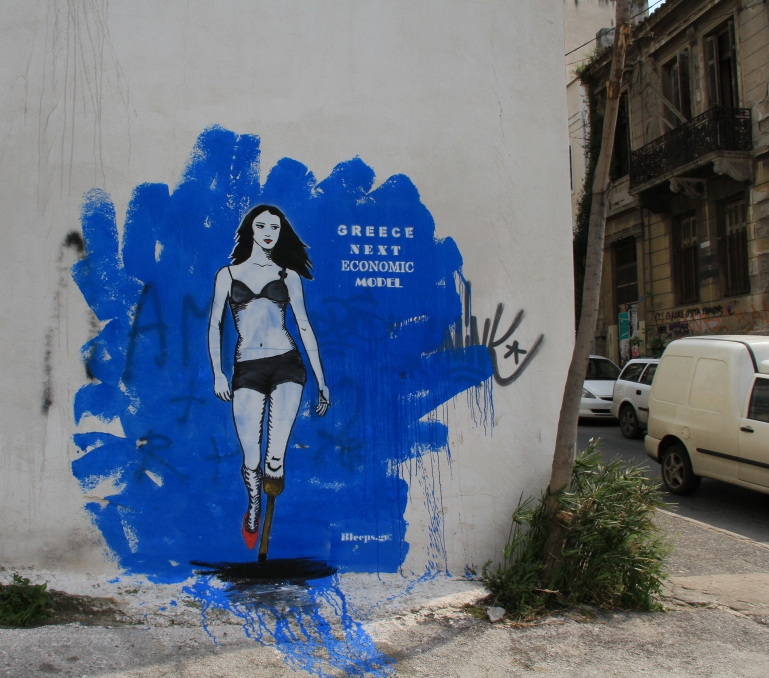
Графіті — «Нова економічна модель Греції».

Артивізм — напрямок сучасного мистецтва в якому за допомогою художньо-виразних засобів художники намагаються просувати ідеї протесту або громадянської непокори . Назва «артивізм» є неологізмом утвореним з слів «активізм» і «арт (мистецтво)», і має на увазі «мистецтво спрямоване на позитивні суспільні зміни» .
Як правило, роботи в цьому напрямку являють собою зразки стріт-арту або акціонізму . У науковій літературі термін «артивізм» вперше з'явився в 2008 році, і був використаний в описі творчості американських чорношкірих художників, .

## Ідеологія
Артивізм є поєднанням виразної сили мистецтва і активних дій причетних до того чи іншого процесу. Художники цього напрямку орієнтують свої роботи не тільки на безпосереднього глядача, а й на тих хто потребує допомоги. Таким чином митець не стільки намагається вразити глядача своїм твором, скільки намагається змінити ситуацію. Для того у нього є свої методи — художні. У своїх роботах художники намагаються передати суть протесту .
У сучасному вигляді артивізм сформувався одночасно з появою і поширенням вуличних акцій протестів проти процесів глобалізації і різних збройних конфліктів . У ряді випадків активісти намагаються проштовхнути політичні гасла і програми через мистецтво.

## Напрями

### Стрит- арт
Протестні графіті є малюнками або написами, що виконані в різних художніх техніках, намальовані або написані в різних публічних місцях, з метою залучення уваги. Одним з найяскравіших представників цього напряму є англійський вуличний художник Бенксі . Темами робіт Бенксі виступають протест проти воєн, глобалізації, капіталізму, реклами, а також захист прав тварин . Сам художник свої роботи мистецтвом не вважає. Заявляючи що: "Мистецтво — останній з великих карателів. Жменька людей його робить — жменька купує. Але мільйонам тих хто приходить на нього дивитися — нічого сказати. Я не прагну законсервувати себе у галереях. У мене прямий діалог з публікою " .

### Акціонізм
Біля витоків сучасного арт-активізму стоять російський арт-групи «Війна» і «Бомбили» . Група «Війна», згідно із заявою її учасників, замислювалася як рух, а в перспективі як цілий жанр художньо-політичної діяльності. Формат арт-групи повинен був стати жанром до якого будуть ті, які відчувають потребу в протесті. Надзавдання групи — створити новий напрямок. Творці групи заявили: "Винесення мистецтва з галерей на вулицю — самий здоровий рух наших днів. «Війна» стоїть біля витоку абсолютно нового акционізму. У ньому наголос зрушено з символічного мініжесту в рамках галерейного арту на конкретне голу вуличну дію, наближену до глядача впритул " .

## Артивісти
- Бомбилы
- Война
- Above
- Ai Weiwei
- Aloe Blacc
- Annie Sprinkle
- Anomie Belle
- Banksy
- Bleepsgr
- Favianna Rodriguez
- Guillermo Gómez-Peña
- JoFF Rae
- JR
- Judy Baca
- Julio Salgado
- Las Cafeteras
- Lila Downs
- Lost Children of Babylon
- Lydia Canaan
- Martha Gonzalez
- Maya Jupiter
- Norm Magnusson
- Pavel 183
- Peter Joseph
- Reverend Billy and the Church of Stop Shopping
- Self Help Graphics & Art
- Tania Bruguera
- Will St Leger